# Tom Kidd (Curler)
Thomas „Tom“ Kidd (* 15. Dezember 1945) ist ein australischer Curler. 
Sein internationales Debüt hatte Kidd bei der Pazifikmeisterschaft 1991 Sagamihara, wo er die Goldmedaille gewann. Diesen Erfolg konnte er 1992 und 1993 wiederholen.
Kidd spielte als Third der australischen Mannschaft bei den XVI. Olympischen Winterspielen 1992 in Albertville im Curling. Die Mannschaft belegte den siebten Platz. Bei drei Teilnahmen an den Weltmeisterschaften wurde er zweimal Sechster (1992 und 1993) und einmal Zehnter (1994). Bei den Seniorenweltmeisterschaften konnte er zweimal Bronze gewinnen (2010 und 2011).

## Erfolge
- Pazifikmeister 1991, 1992, 1993
- 3. Platz Seniorenweltmeisterschaft 2010, 2011